# Радиообсерватория Двингело

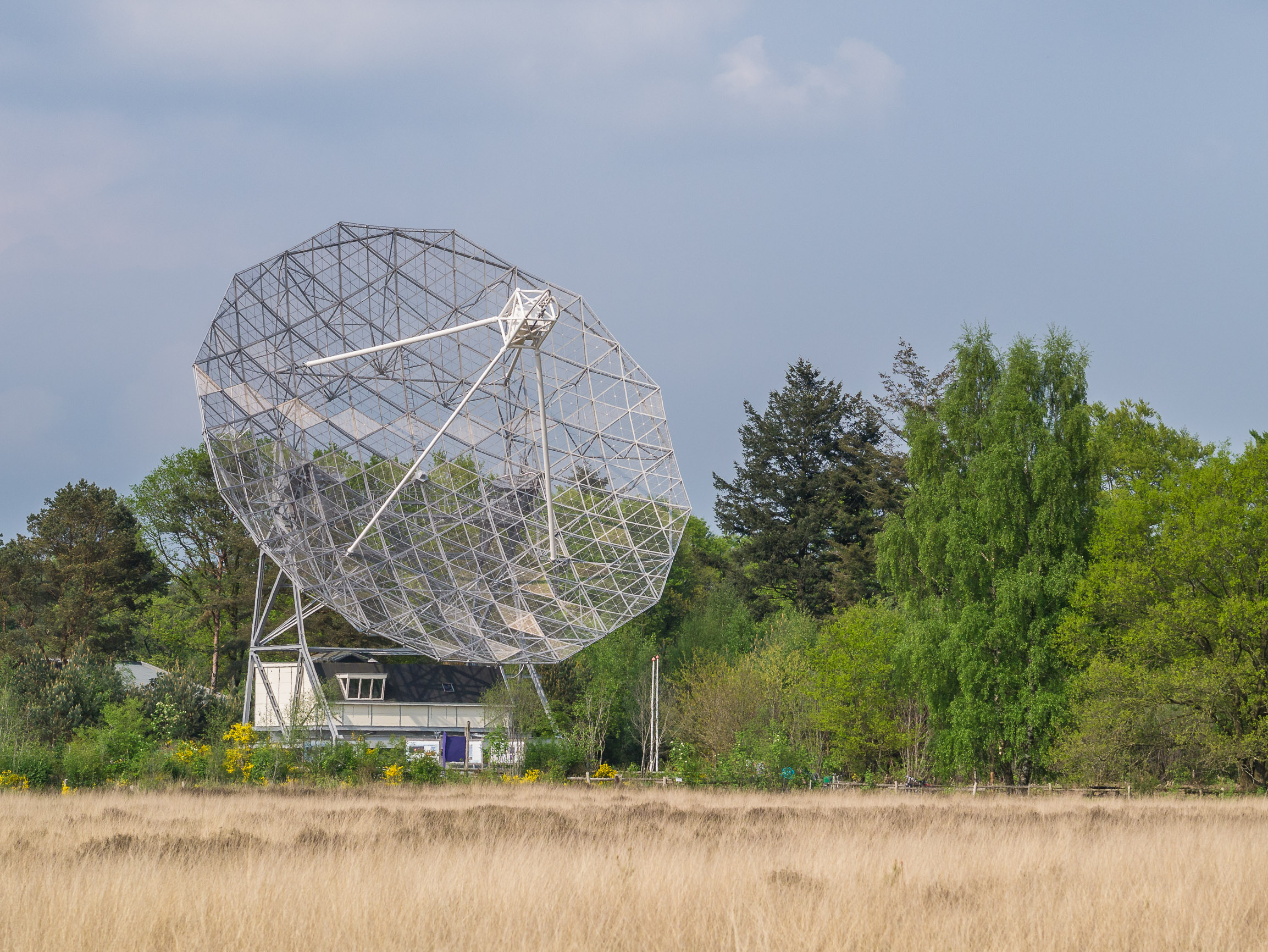
25-метровый телескоп в 2014 году.

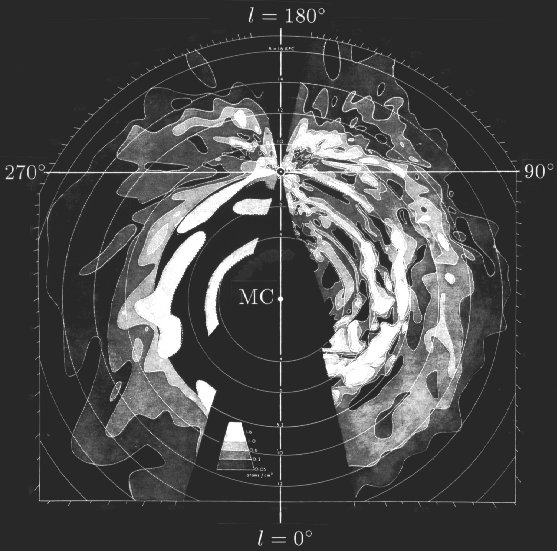
Карта Галактики в линии излучения 21 см, полученная Я. Оортом и др. (1958).

Радиообсерватория Двингело (англ. Dwingeloo Radio Observatory, нидерл. Dwingeloo Radiotelescoop) — радиотелескоп в городе  Двингело на северо-востоке Нидерландов. Строительство обсерватории началось в 1954 году, создание телескопа завершилось в 1956 году. Диаметр радиотелескопа составляет 25 метров, на момент создания он являлся крупнейшим радиотелескопом в мире.
По состоянию на 2000 год телескоп официально не использовался. С августа 2009 года радиотелескоп  является объектом национального достояния (нидерл. rijksmonument). В июне 2012 года антенна радиотелескопа была снята для реставрации. Реставрацию осуществляла организация  "C.A. Muller Radio Astronomy Station" ("CAMRAS"). Антенна была возвращена на телескоп в ноябре 2012 года.
Пол Бовен (англ. Paul Boven, JIVE, CAMRAS) наряду с радиолюбителями и астрономами-любителями использовал телескоп в рамках проектов, одним из которых является EME (от англ. "Earth–Moon–Earth" – «Земля–Луна–Земля»), позволяющий людям в различных точках на поверхности Земли осуществлять коммуникацию с помощью Луны. В данном методе радиосигнал, испущенный из одной точки на Земле, отражается от поверхности Луны и попадает на антенну в другой точке на Земле.
Радиотелескоп принадлежит ASTRON, институту радиоастрономии Нидерландов. Радиообсерватория Двингело также является местом расположения большей части сотрудников ASTRON и местом тестирования радиоинтерферометра LOFAR.